# 대한민국디자인대상
대한민국디자인대상은 산업통상자원부와 한국디자인진흥원이 창의적 디자인경영으로 국가 디자인산업 발전에 기여한 기업 및 지자체, 유공자를 발굴해 포상하는 제도다.

## 포상부문 및 신청 자격[2]
| 부문                    | 포상 종류                                                                    | 신청자격 |
| ----------------------- | ---------------------------------------------------------------------------- | --- |
| 디자인경영 (기업, 단체) | - 대상(대통령표창) - 최우수상(국무총리표창) - 우수상(산업통상자원부장관표창) | 디자인을 주도로 제조·서비스 혁신을 유도하고 디자인 경영전략 수립 및 디자인개발 투자, 인재양성 등 탁월한 경영성과를 거둔 기업·단체 또는 사업부문 |
| 우수디자인전문회사      | - 대상(대통령표창) - 최우수상(국무총리표창) - 우수상(산업통상자원부장관표창) | 우수디자인전문회사에 선정된 기업으로 디자인경영전략 및 디자인경영혁신을 유도하여 디자인산업 및 국가경쟁력 강화에 크게 공헌한 디자인전문회사 |
| 지방자치단체            | - 대상(대통령표창) - 최우수상(국무총리표창) - 우수상(산업통상자원부장관표창) | 지역 도시 내 디자인자원 등을 전략적으로 활용하여 지역발전 공공혁신 등을 이루어 괄목할만한 발전을 보여준 지방자치단체(광역 및 기초자치단체) |
| 디자인공로 (개인)       | - 훈장 및 포장 - 대통령표창 - 국무총리표창 - 산업통상자원부장관표창          | • 디자인개발, 교육연구 및 홍보 등을 통해 디자인 역량강화 및 국민의 디자인에 대한 인식확산에 기여한 자 • 우수디자인개발·관리 및 육성에 공헌한자로서 기업의 디자인경영 활성화와 진흥에 크게 기여한 자 • 디자인연구, 저술 등을 통해 산업발전에 공이 큰 자 • 디자인 정책방향 제시 등 관련정책 수립에 기여한자 • 한국 디자인의 위상을 널리 알린 자 예) 기업CEO, 임원, 디자이너, 공무원, 정치인, 학계인사, 연예인 등 ※ 국내 디자인산업 진흥에 공헌한 외국인 포함 |

## 역사
- 1999년 청와대 영빈관에서 대통령 주재로 열린 제1회 산업디자인진흥대회에서 대한민국디자인대상 시상이 처음 열리며 디자인 경영에 대한 성과를 포상했다.[3] 디자인경영 부문에서 LG전자가 대상을, 한샘·제일모직·레더데코·모닝글로리가 우수상을 수상했고 공로자 부문에서는 조영제 서울대 교수가 국민훈장 모란장, 박종서 현대자동차 전무와 최경자 국제패션디자인연구원 이사장이 산업훈장, 원대연 제일모직대표와 김현 디자인파크 대표가 산업포장을 수상했다.[4]
- 2006년 기업체 부문 심사에서 디자인 경영활동의 항목배점 비율을 당초 30%에서 40%로 상향조정했다.[5]
- 2008년 지자체 부문을 신설하여 디자인을 다양한 도구로 활용해 발전을 보여준 지자체를 포상하기로 했다.[6]
- 2020년에는 국내 디자인산업발전 공헌에 실질적 성과를 창출하는 우수디자인전문회사를 디자인경영부문에서 별도로 분리하여 포상하였다.[7]

## 행사 사진

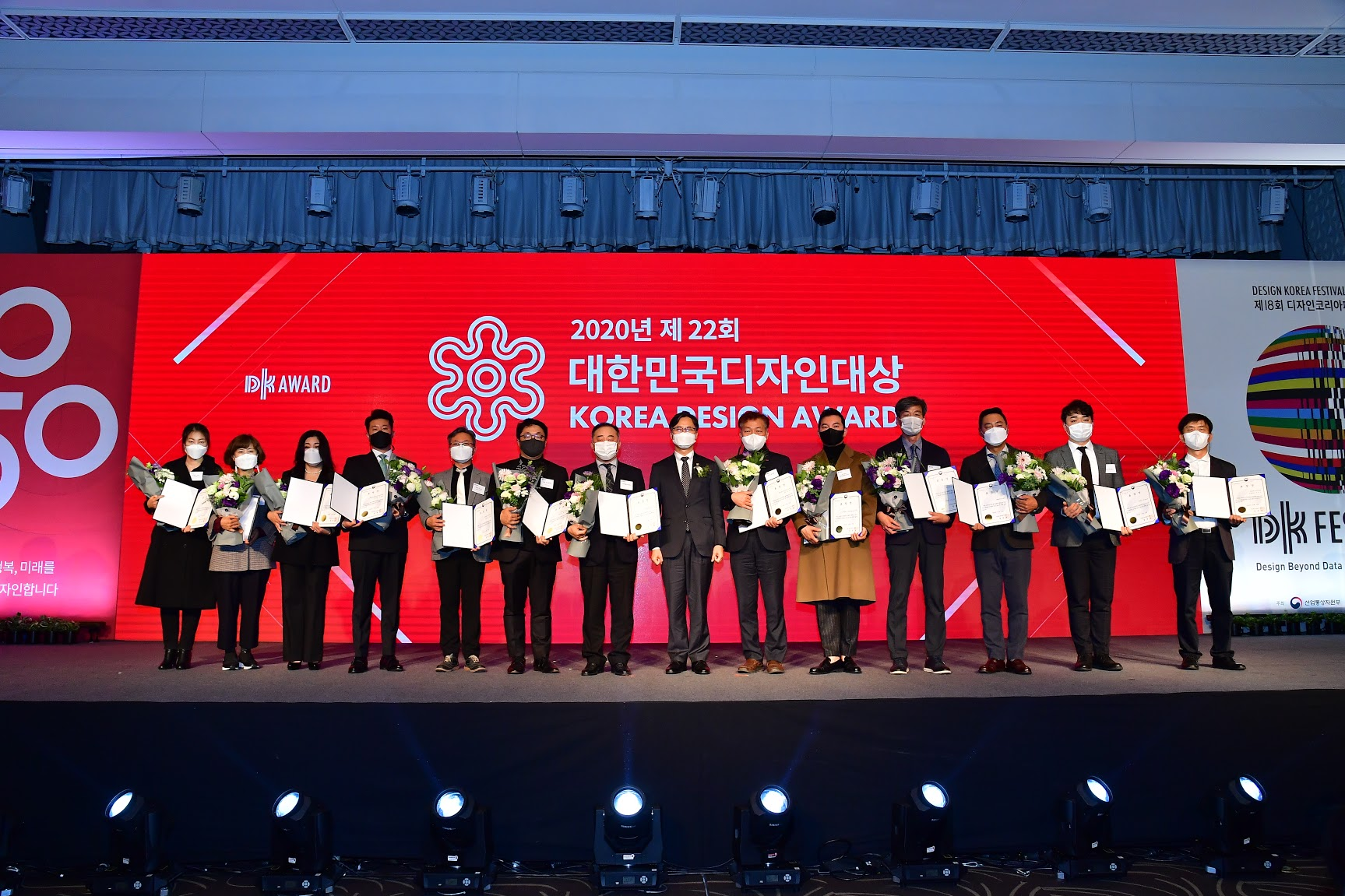
제22회 대한민국디자인대상 시상식 (2020-11-19)

## 역대 수상자, 기업, 지자체 명단
| 연도 | 디자인경영 | 디자인공로 | 지방자치단체(2008년~)                                                  | 우수디자인전문회사(2020년~)                          |
| ---- | --- | --- | ---------------------------------------------------------------------- | ---------------------------------------------------- |
| 1999 | 조영제 박종서 최경자 김현 원대연 정경원 이영희 조성렬 강우현 이병호 이청승 정연종                                                                             | 엘지전자 제일모직 한샘 레더데코 모닝글로리 |                                                                        |                                                      |
| 2000 | 김철호 김영기 문신규 손석진 이광희 최종석 박종운 이병학 조선희 정동진 이상호 선정근 이영주 김개천 이해권 이희곤 백순현                                        | 삼성전자 동아연필 애경산업 한국도자기 한국타이어 |                                                                        |                                                      |
| 2001 | 권명광 윤지홍 민경우 최광 안상수 김영세 이현자 이순종 이순인 신언모 김성제 김원 이해묵 백금남 윤영태 김광규 정경연 오의조                                     | 현대자동차 퍼시스 에스콰이아 로만손 |                                                                        |                                                      |
| 2002 | 김철수 이영혜 이영선 구기설 심재진 이종만 김명석 김홍련 구규우 이유섭 김대헌 박윤양 이향숙 방영찬 이경순 한경하 전기수 류헌진 최형기 배승엽 구자웅 박경범     | 태평양 디지털웨이 에넥스 동마산업 |                                                                        |                                                      |
| 2003 | 정경원 배윤기 김영일 신상영 이만중 김현선 박병천 봉상균 피터부텐션 이유순 박억철 조영길 오근재 금중혁 유완희 김정배 이익교 오기수 이종열 박상욱 신성호 조승억 | LG생활건강 CJ주식회사 아트박스 엠아이텍 |                                                                        |                                                      |
| 2004 | 구동조 이남식 김진 김형렬 정상욱 임종웅 김철 장완영 홍성수 이명학 최윤희 김희춘 심우열 구자윤 송종환 이한준 심재희 고경란 손동범 허석                         | 리바트 쌍용자동차 한국조폐공사 현대중공업 |                                                                        |                                                      |
| 2005 | 민철홍 이용한 김승찬 이영주 권현창 김태종 전준헌 이수철 오인욱 백종원 정우형 박길용 이봉섭 백순현 박택용 이건만 김태완 정석표                                 | 펜택&큐리텔 엔유씨전자 부여군청 누리플랜 |                                                                        |                                                      |
| 2006 | 정국현 장윤호 오분희 남용현 정경연 이봉규 김성천 장호영 윤영태 김부곤 박일재 정진영 이석준 이정봉                                                             | 삼성물산 KTF 코메론 영양군청 |                                                                        |                                                      |
| 2007 | 권영걸 한석우 김승민 안희영 최대석 김태봉 이상복 김승희 양찬석 김공웅 조수용 소재구 이수봉 김원중 박한출                                                      | 웅진코웨이 현대건설 지비스타일 성남시청 삼광시스템 |                                                                        |                                                      |
| 2008 | 박영순 김영준 박수철 박인학 박희면 구환영 유승현 홍준기 김용모 박연선 이권식 정영한 변지유 김범태 송효식                                                      | 기아자동차 NHN 넥센타이어 에이치오엔 형지어패럴 | 안산시 평택시 의령군 산청군                                            |                                                      |
| 2009 | 함영호 임창영 장석익 전성수 장호현 김정주 채정권 백순현 고성호 한경하 정동욱 김경영 배수열 이철규 송세영 조두현 정의수                                        | 애경산업(주) (주)희림종합건축사무소 (주)LG텔레콤 (주)SBS (주)시디즈                                                                                                  | 강릉시 송파구 공주시 부산광역시                                        |                                                      |
| 2010 | 한도룡 차강희 박은숙 최시영 김석근 김상현 손혜원 한명주 김종월 류인철 이영옥 정진석 박철웅 정석균 김동석 이강수 우동국 강필현 이동현                          | (주)트렉스타 (주)비핸즈 타코스 엔에스디자인 | 경기도 창원시 논산시 포항시                                            |                                                      |
| 2011 | 박금준 장동훈 김곡미 김득주 이두영 이영미 고영균 하정훈 이해권 신희인 오성정 백승철 전명섭 오규운 송하동                                                      | 서울팔래스호텔 중소기업은행 ㈜하츠 태원전기산업(주) ㈜모닝글로리 (주)리홈 동강의료기(주)                                                                             | 전라북도 전주시 전라남도 울산광역시 대구광역시 남구청                  |                                                      |
| 2012 | 강병인 이건표 양영원 이상철 박노섭 김선미 김현성 장동련 정운성 박성희 구혜선 민재희                                                                           | 한국마사회 (사)출판도시입주기업협의회 ㈜아이리버 ㈜센스큐브 ㈜에스코넥 한국남동발전㈜ 두산타워㈜ ㈜디자인하우스 선일금고제작 주식회사유니락 ㈜지오크로스             | 대구광역시 경상남도 양산시 경기도 부천시 경기도 양주시 전라남도 영광군 |                                                      |
| 2013 | 임헌혁 박태열 문준기 김개천 이건만 이창수 이재호 구영호 류철호 서교준 오효근 박순석 이영용 추혜인 김대운 오승희                                               | LG하우시스 Korail 삼광글라스 이노그라텍 이브자리 세비앙 삼성SNS 샘표식품 하나은행 디자인그룹희오                                                                     | 용인시 광주광역시 성북구                                               |                                                      |
| 2014 | 윤선호 정용빈 홍정표 석금호 양준경 김남훈 선섭희 김영미 오준식 홍성택 손민정 이응렬 이재옥 최동철 최미화 편석훈 홍영래                                        | 바디프랜드 7321디자인 삼원특수지 옥토끼이미징 한두패키지 ACE디스플레이 JTBC 깨끗한나라 삼성카드 한국문화재재단                                                       | 경기도 익산시                                                          |                                                      |
| 2015 | 최연혜 이병섭 서기흔 백종원 오인욱 선병일 정수 김주연 박춘무 이화영 김진국 이상용 서혁수 김종호 배상민 윤장원 김재훈 장성욱 조진희                            | 한샘 에스피씨 한국타이어 일룸 두성종이 대상 우아한형제들 엑스포디자인브랜딩 영림임업 에코준컴퍼니                                                                    | 울산광역시 인천광역시 중구 통영시                                      |                                                      |
| 2016 | 조영길 안용일 이종태 이영희 백순현 김경숙 김규덕 김경민 나장수 송성일 강도윤 김종월 박지연 전민철 진영관 채호병 최기열 김상열                                 | BGF리테일 주식회사 케이씨씨 태신인팩 한국불교문화사업단 제주관광공사 오츠메쎄 코아쥬얼리 백조씽크                                                                    | 충청남도 종로구 양주시                                                 |                                                      |
| 2017 | 하용훈 신승원 안장원 김선경 유영규 김광 정훈동 김종욱 최소현 김태호 양석균 김승언 김우찬 노황우 문소이 김민 강태호 이광식 홍영숙                              | ㈜다리컨설팅 샘표식품㈜ ㈜코다스디자인 서울아산병원 (재)세종문화회관 ㈜빙그레 ㈜디자인부산                                                                           | 인천광역시 전라남도 춘천시                                             |                                                      |
| 2018 | 노창호 윤정식 이경돈 최수신 이한준 정미 박양화 장훈종 채영삼 김봉진 김혜연 서혜옥 이석우 이성수                                                               | 주식회사 카카오엠 ㈜코리아나화장품 ㈜모나미 주식회사 코맥스 이룸디자인스킨㈜ (주)쁘띠엘린 주식회사 슈피겐코리아 파킹클라우드 주식회사 주식회사 펜타브리드            | 전주시 담양군 부산광역시 사하구                                        |                                                      |
| 2019 | 이경미 나건 한경하 김윤배 백진경 설은아 서창희 김일호 지성원 강효진 한우성 최경국 고승근 이경남 김영경                                                        | 주식회사 오콘 ㈜디자인넥스트 주식회사 미로 주식회사 샘파트너스 ㈜오난코리아 ㈜마더케이 ㈜아이온 복순도가 ㈜네오플램 효민디앤피 아이엠커뮤니케이션 ㈜다이치           | 서초구 양산시 대전광역시                                               |                                                      |
| 2020 | 이돈태 진재한 최헌정 오병근 윤여항 장성환 박기영 박흥식 정민현 강재철 김원섭 김종목 김승인 류동석 강승이 안병오                                               | (주)씨제이제일제당 고려대학교의료원(고려대학교안암병원 키노디자인센터) ㈜아르디움 ㈜이루다 ㈜이와이드플러스 주식회사 머티리얼앤디자인 ㈜라이트브레인 애터미 주식회사 | 수원시 부산광역시 사상구 서울특별시 송파구                             | (주)시디알어소시에이츠 퍼셉션 디자인 선 ㈜레몬옐로우 |